# Drážďanský triptych

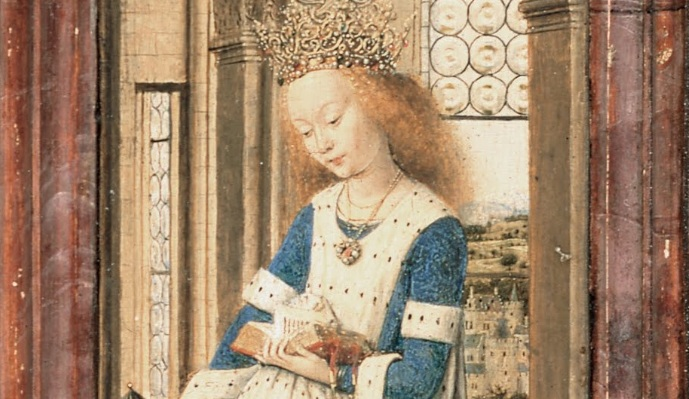
Detail pravého panelu zobrazující svatou Kateřinu a vnitřní lišty ochranného rámu

Drážďanský triptych (možno též Drážďanský triptych s Madonou, světci a donátorem) je malý závěsný oltářní triptych od nizozemského malíře Jana van Eycka. Skládá se z pěti samostatných deskových obrazů: ústřední vnitřní desky a dvou oboustranných křídel. Je signován a datován roku 1437 a nachází se ve stálé sbírce Galerie starých mistrů v Drážďanech, přičemž panely jsou stále usazeny v původních rámech. Jakožto jediný dochovaný triptych připisovaný van Eyckovi a jediný neportrétní obraz signovaný jeho osobním mottem »ALC IXH XAN« (ALS ICH KAN – „Jak umím“ nebo „Jak jsem dovedl“), patří tento mezi jeho stěžejní díla. Opakuje řadu motivů z jeho dřívějších děl a zároveň znamená pokrok v jeho schopnosti zacházet s hloubkou prostoru a zavádí ikonografické prvky mariánského portrétu, které se měly rozšířit ve druhé polovině 15. století. Historička umění Elisabeth Dhanensová dílo popisuje jako „nejpůvabnější, nejjemnější a nejpřitažlivější dílo Jana van Eycka, které se dochovalo“.
Malby na obou vnějších křídlech jsou viditelné teprve tehdy, když je triptych zavřený. Zobrazují Pannu Marii a archanděla Gabriela ve scéně zvěstování namalované technikou en grissaile, díky jejíž monochromní barevnosti postavy vyvolávají dojem, že jsou vyřezané ve dřevě. Tři vnitřní panely jsou pak zasazeny do chrámového interiéru. Na ústředním vnitřním panelu je vyobrazena sedící Panna Marie a na klíně drží malého Ježíše. Na levém křídle představuje archanděl Michael klečícího donátora, zatímco na pravém stojí svatá Kateřina Alexandrijská a čte modlitební knihu. Vnitřní panely jsou opticky orámovány dvojitými malovanými bronzovými rámy s nápisy převážně latinského původu. Texty jsou čerpány z různých zdrojů, ve středních rámech z biblických popisů nanebevzetí, zatímco vnitřní křídla jsou lemována fragmenty modliteb věnovaných svatým Michaelovi a Kateřině.
Dílo mohlo být určeno pro soukromou pobožnost, snad jako přenosný oltářní obraz pro stěhujícího se klerika. To, že jsou rámy tak bohatě zdobeny latinskými nápisy, naznačuje, že donátor, jehož totožnost je stále nejasná, byl velmi vzdělaný a kultivovaný. Vzhledem k nedostatku dochovaných dokladů o zakázkách malířství 15. století na severu se totožnost donátorů často zjišťuje na základě důkazů shromážděných novodobými historiky umění. V tomto díle byly poškozené erby na okrajích vnitřních křídel ztotožněny s vlivným rodem Giustiniani z Janova – vlivným rodem působícím od roku 1362, který navázal obchodní styky s Bruggami již v polovině 14. století.

## Dílo

### Provenience a autorství
Drážďanský triptych byl pravděpodobně v polovině až ke konci 15. století ještě v držení rodiny Giustinianů. Je zmíněn v záznamu o koupi vévodou Vincenzem Gonzagou z Mantovy z 10. května 1597 a poté byl v roce 1627 prodán spolu s Gonzagovou sbírkou anglickému králi Karlovi I. Stuartovi, díky čemuž se dostal na území Anglie. Po Karlově pádu a popravě se obraz ocitl v Paříži a vlastnil jej Eberhard Jabach, kolínský bankéř a obchodník s uměním ve službách Ludvíka XIV. a kardinála Mazarina. Rok po Jabachově smrti v roce 1695 přešel obraz do majetku Saského kurfiřtství a poté se objevil v soupisu drážďanské sbírky z roku 1754, kde byl připisován Albrechtu Dürerovi, až německý historik Aloys Hirt v roce 1830 určil, že jde o van Eyckovo dílo. V polovině 19. století jej drážďanské katalogy nejprve připisují Hubertovi van Eyckovi († 1426) a o několik let později konečně Janovi.

van Eyckova Madona z Luccy, cca. 1436. Städelsches Kunstinstitut, Frankfurt

Van Eyck podepsal, datoval a doplnil své motto na středovou desku, což bylo zjištěno až po sejmutí rámu při restaurování v polovině 20. století a roku 1959 potvrzeno objevem signatury, která je umístěna spolu s nápisem »IOHANNIS DE EYCK ME FECIT ET C[OM]PLEVIT ANNO D[OMINI] MCCCCXXXVII.ALC IXH XAN« („Jan Van Eyck mě vytvořil a dokončil v roce 1437. Jak jsem dovedl“). Slovo „dokončil“ (complevit) může naznačovat datum dokončení, ale vzhledem k tomu, že malířští mistři té doby obvykle měli dílny, které jim pomáhaly při velkých dílech, lze formulaci považovat za společensky ambiciózní; snad mistr malíř naznačoval, že jeho dílenští pomocníci se na deskách podíleli vlastně jen pramálo a že vlastně on byl tím primárně zodpovědným za jejich návrh a provedení. Tento názor posiluje skutečnost, že se jedná o jediný neportrét, který obsahuje van Eyckovo motto »ALC IXH XAN«. Až do objevu signatury bylo dílo různě datováno do raného období od 20. let 14. století až po jeho pozdější období na konci 30. let 14. století. Vzhledem k tomu, že panely jsou tak jednoznačně atributované, jsou často používány jako prubířský kámen k datování dalších van Eyckových děl; je na nich patrná řada stylistických vývojových rysů, včetně typu vitráží a lišt kolem arkád a jeho schopnosti zacházet s perspektivou, podle nichž lze určit, zda jiná díla alespoň předcházejí vzniku triptychu.
Ústřední panel bývá často srovnáván s jeho nesignovanou a nedatovanou Madonou z Luccy z roku 1436. Toto dílo se v řadě aspektů shoduje s ústředním panelem Drážďanského triptychu, včetně tmavě zeleného baldachýnu, figurace a umístění Marie, jejích silně přehnutých šatů, oranžových a hnědých pigmentů podlahy, geometrického koberce a dřevořezby. Předpokládá se, že Madona z Luccy je vlastně portrétem umělcovy výrazně mladší manželky Markéty.

### Popis
Rozměry díla jsou 33 × 27,5 cm (13,0 × 10,8 palce) včetně rámů. Vzhledem k tomuto miniaturnímu měřítku triptych pravděpodobně fungoval jako přenosné devocionální dílo neboli altare portabile. Příslušníci vyšších vrstev a šlechta si je pořizovali na základě papežského dispensu, aby je mohli používat na cestách a obvykle při poutích. Van Eyckův mecenáš a zaměstnavatel Filip III. Dobrý vlastnil přinejmenším jeden přenosný triptych, jehož fragmenty se dochovaly.
Tři vnitřní desky obsahují typickou sacra conversazione, formu zavedenou v Itálii ve druhé polovině 14. století, kdy svatý patron představuje osobu donátora, obvykle klečícího, intronizovanému „Božstvu nebo Matce Boží“. John Ward se domnívá, že bohatá a složitá ikonografie a symbolický význam, které van Eyck na svých náboženských panelech použil, sloužily ke zdůraznění koexistence, kterou umělec viděl mezi duchovním a hmotným světem. Na jeho raných obrazech jsou jemné ikonografické prvky - označované jako zastřená symbolika - obvykle vetkány do díla jako „relativně malé, v pozadí nebo ve stínu [detailů]“. K těmto prvkům patří zjevení Panny Marie před donátorem, jehož deska obsahuje řezby, které jako by odrážely události z jeho života. Na náboženských panelech po roce 1436 se van Eyckovo spoléhání na ikonografické nebo symbolické prvky značně omezuje. Ward spekuluje, že tuto volbu ovlivnila zmenšená velikost díla nebo přání zadavatele, případně se „rozhodl, že již vyčerpal nejzajímavější náměty a ... velká část jeho pečlivě naplánované symboliky zůstala nedoceněna mecenáši nebo diváky“. Podle Jacobse se v díle odráží systém symboliky, když jsou vedle sebe postaveny nebeské a pozemské objekty. To se nejvíce projevuje v nepoměru mezi monochromatickým exteriérem a „živými“ vnitřními panely.

### Rámy
Triptych si zachoval původní rámy, které jsou jednak zdobné, jednak slouží k ochraně díla před vnějšími škodlivými vlivy během cestování anebo in situ. Vnitřní rámy mají zapuštěné lišty a jsou opatřeny vyřezávanými zlacenými nápisy a na horních rozích obou křídlových panelů je vyřezávaný erb. Nápisy a věty v latince mají dvojí účel. Jsou dekorativní, podobně jako okraje středověkých rukopisů, a určují kontext pro obrazový doprovod; van Eyck předpokládal, že divák bude o textu a obrazech uvažovat ve shodě. Když Jacobs píše o raně nizozemských triptyších, říká, že nápisy slouží k rozlišení a oddělení světské a duchovní sféry, přičemž panely obsahují pozemské výjevy, zatímco nápisy na rámech působí jako připomínka nebeského vlivu. Nápisy posilují dualitu mezi pozemským a nebeským, přičemž svatá Kateřina připomíná asketickou zbožnost, zatímco samotná postava je zobrazena v honosných šatech a špercích.
Nápisy na středovém panelu jsou fragmenty z Knihy Moudrosti (7, 26 a 7, 29) a Knihy Kazatel (24, 23-24). Nápisy na křídelních panelech pocházejí z textů, které se vztahují přímo k oběma světcům.

### Vnitřní panely

#### Panna sDítětem

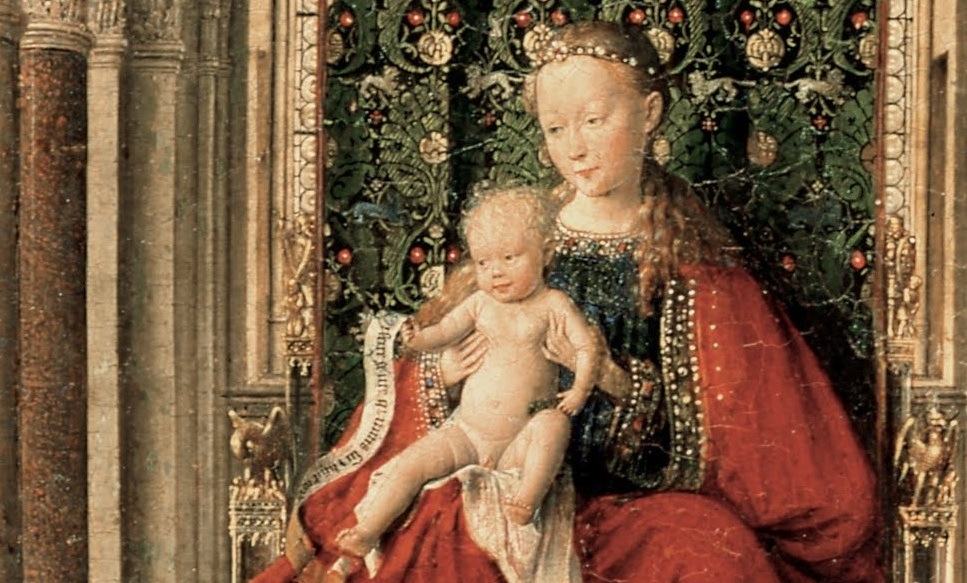
Detail zobrazující Pannu Marii s Dítětem sedící na trůnu s baldachýnem a různobarevnými mramorovými sloupy po levé straně

Na ústředním panelu jsou Panna s Dítětem usazeni v chrámové lodi uvnitř sloupořadí, které se táhne po obou stranách. Sloupy jsou namalovány různými tmavě červenými, oranžovými a šedými pigmenty, což je barevnost, kterou Peter Heath popisuje jako „pocit vzdušného ticha“. Trůn je umístěn na pódiu před bohatě propracovaným orientálním kobercem ležícím na podobně geometricky řešené dlaždicové podlaze. Na ramenech trůnu s baldachýnem a na obloucích po obou stranách jsou vyřezávané nebo sochané postavy, včetně drobných vyobrazení Izáka a Davida s Goliášem, ačkoli historička umění Antje Maria Neunerová tuto řezbu interpretuje jako vyobrazení Jefty obětujícího svou dceru. Marie má na sobě bohatě vyšívané a, jak je pro van Eycka typické, objemné červené roucho, které plní funkci roucha čestného. Je položeno přes modrý čtvercový střih spodního oděvu lemovaného drahokamy. Ja uvádí Pächt, van Eyck Marii na obrazech téměř vždy obléká do červeného, díky němuž působí, jako by prostoru dominovala. Malý Kristus je nahý a směrem k donátorovi drží banderolu zdobenou větou z Matoušova evangelia (11,29): DISCITE A ME, QUIA MITIS SUM ET HUMILIS CORDE („Učte se ode mne, neboť jsem tichý a pokorný v srdci“).
Mariina přítomnost v kostele je symbolická; ona a dítě zabírají prostor, kde by se za normálních okolností nacházel oltář. Stejně jako další dva van Eyckovy pozdní portréty Madony (Madona kanovníka van der Paele z roku 1436 a Madona v kostele z let 1438-40) je Marie nerealisticky velká a nepoměrná ke svému okolí. To odráží vliv italských umělců 12. a 13. století, jako byli Cimabue a Giotto di Bondone, kteří zase čerpali z tradice monumentálních zobrazení Marie z byzantských ikon. Podle kunsthistorika Lorna Campbella je Panna Marie zobrazena tak, jako by se chystala „vstát ze svého trůnu a postoupit do stejné roviny jako svatý Michael a svatá Kateřina, díky čemuž by se tyčila jak nad nimi, tak i nad sloupy chrámu“. Tato myšlenka odpovídá van Eyckově tendenci na takových portrétech představovat Marii jako zjevení, které se zhmotňuje před donátorem v reakci na jeho modlitbu a zbožnost. Van Eyckova Marie je zde monumentální, ale méně ohromující velikosti než v dílech ze 13. století. Je neproporcionální k architektuře na svém panelu, ale přibližně úměrná postavám v křídlech. Tato zdrženlivost dokládá počátek van Eyckovy zralé tvůrčí fáze, která je nejzřetelněji vidět na „větší prostorové hloubce“ kompozice.
Kristova póza úzce navazuje na pózu Paelejské madony; jeho tělo se stále naklání k donátorovi, ale zde je jeho hlava obrácena k divákovi příměji.

#### Svatí a křídla věnovaná donátorovi
Svatá Kateřina a archanděl Michael zaujímají pravou a levou stranu triptychu. Jako by stáli buď v bočních lodích, nebo v ambulatoriích, a to několik polí vpředu oproti středovému panelu. Jejich vyobrazení odpovídají autorovu rozvíjejícímu se stylu: boční lodě navozují prostornost, zejména naznačením prostor mimo zorné pole, zatímco oba světci se nenápadně sklánějí do blízkosti Marie. Díky použití perspektivy se světci zdají být malí; podle Pächta jsou „méně pevní než mohutné postavy na Paelejské madoně. Právě tato gotická drobnokresba vedla mnohé badatele ... k tomu, že ji zařadili mezi raná díla Jana van Eycka“. Dva boční panely jsou vyplněny světlem pronikajícím okny, které se odráží od oděvů světců a vytváří třpyt na brnění svatého Michaela a ocelovém, drahokamy zdobeném, meči svaté Kateřiny.

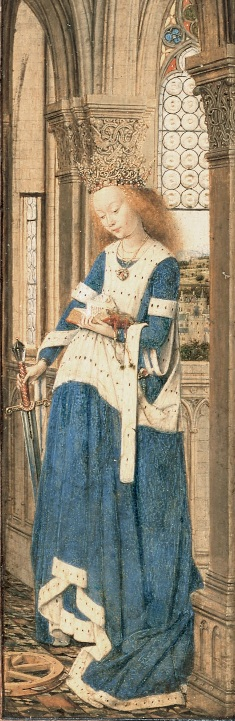
Detail zobrazující korunovanou Svatou Kateřinu. Lze ji identifikovat podle různých hagiografických objektů, které se okolo ní nacházejí

Na pravém panelu je svatá Kateřina představena téměř jako esence gotické princezny. Stojí a čte knihu v „úchvatné skromnosti“, s rozpuštěnými světlými vlasy, které jsou zakončeny propracovanou korunkou s drahokamy, velmi podobnou té na Madoně kancléře Rolina, v kombinaci se sytě modrým šatem a tabardem z bílého přehozu z erminu, který ji ukazuje jako princeznu, jíž byla. Na krku jí visí zlatý řetěz s drahocenným přívěskem. Atributy s ní spojené jsou součástí jejího vyobrazení. V pravé ruce drží meč, jímž byla sťata, a u nohou jí leží lamací kolo, na němž byla mučena. Stejně jako žena na van Eyckově Svatbě manželů Arnolfiniových je „módně hruškovitého tvaru“; Heath popisuje její oděv jako „oslnivější než oděv Panny Marie“, což odráží skvostnou zbroj svatého Michaela na protějším panelu.
Přítomnost svaté Kateřiny lze přičíst několika faktorům. Její pověst a popularita v té době sekundovaly Marii; za svého života byla vzdělanou a zároveň otevřenou ženou – vlastnosti, které možná odrážely také vlastnosti samotného donátora. Je pohroužena do své knihy rozjímavým způsobem, což by mohlo odrážet donátora s podobným naturelem. Na rámu jejího křídla jsou vyryta slova »VIRGO PRUDENS ANELAVIT, GRANUM SIBI RESERVAVIT, VENTILANDO PALEAM. DISIPLINUS EST IMBUTA PUELLA COELESTIBUS, NUDA NUDUM EST SECUTA CHRISTUM PASSIBUS, DUM MUNDANIS EST EXUTA ECT« („Rozvážná panna toužila po hvězdném trůnu, kde si připravila místo; opustila mlat světa, zachránila si zrno tím, že vymetla plevy. Mladá dívka se ponořila do nebeské učenosti. Zbavena všeho, jistými kroky následovala Krista, dokud nebyla vysvobozena od pozemských záležitostí“).

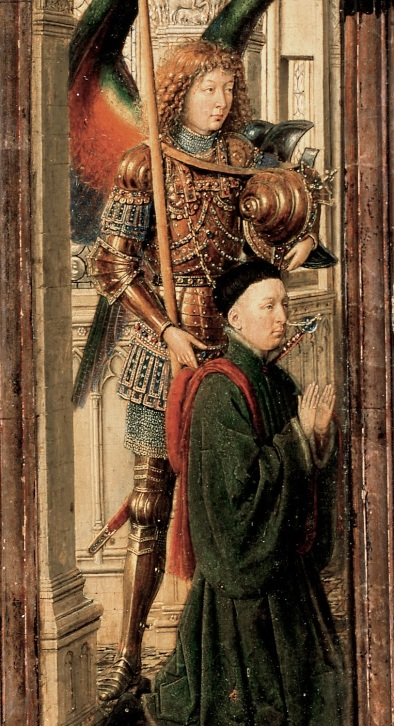
Detail archanděla Michaela prezentujícího osobu donátora. K povšimnutí falešné dvojité malované bronzové rámy

Oknem za svatou Kateřinou je vidět krajina. Vzhledem k miniaturnímu měřítku obrazu ji lze vidět pouze při pohledu zblízka. Pohled je vystavěn mimořádně jemnou štětcovou technikou a ukazuje řadu velmi detailně propracovaných staveb a kopců před zasněženými horami.
O rameno mladistvě vyhlížejícího svatého Michala je opřeno kopí. Michael je oděn do složitě zdobené a barevné zbroje, levou rukou drží přílbu, zatímco pravou ruku má položenou na rameni donátora, který ho představuje Marii. Donátor klečí v modlitbě před Pannou Marií a ruce má zdvižené vzhůru, jako by se modlil, ačkoli nejsou sepjaté. Na pravém malíčku má zlatý prsten a je oblečen do dlouhého olivově zeleného houppelandu, který byl v té době vrcholem módy a ukazatelem postavení na burgundském dvoře. Šaty mají kožešinou lemovaný vysoký límec a hluboké pytlovité rukávy, rovněž lemované kožešinou. Pro nizozemskou módu poloviny 30. let 14. století je typický i donátorův účes ve tvaru misky, zaoblený na okraji, ale zastřižený nad ušima. Až na červenou kapuci se oděv velmi podobá tomu, který měl na sobě ženich na Svatbě manželů Arnolfiniových.
Hlavici sloupu nad hlavou donátora lemují řezby s vojenskými výjevy. Podobné řezby se v blízkosti donátora objevují i na van Eyckových dřívějších obrazech Madona kanovníka van der Paele a Madona kancléře Rolina, kde zobrazují události nebo osobní okolnosti z donátorova života. Ty na tomto díle pravděpodobně plní podobnou úlohu, avšak vzhledem k tomu, že donátor není identifikován, není známo, k čemu by se měly vztahovat. Elisabeth Dhanensová spekuluje, že by mohly zobrazovat Hippolytův sarkofág v Pise, což podle ní dodává věrohodnost domněnce, že donátor byl italského původu; poznamenává také, že vojenská scéna odráží postavení svatého Michala jako vojenského velitele. Wardová srovnává řezbu s podobnou, která se nachází na „washingtonském“ Zvěstování. Na rozdíl od van Eyckových dřívějších votivních portrétů je dárce umístěn v odstupu od mariánského zjevení a v mnohem menším měřítku než Marie na křídle triptychu.
Nápis podél okrajů rámu desky tvoří úryvek modlitby z liturgie ke svátku svatého Michala. Úryvek zní: »HIC EST ARCHANGELUS PRINCEPS MILITAE ANGELORUM CUIUS HONOR PRAESTAT BENEFICIA POPULORUM ET ORATARIO PERDUCIT AD REGNA COELORUM. HIC ANGELUS MICHAEL DEI NUNTIUS DE ANIMABUS JUSTIS. GRATIA DEI ILLE VICTOR IN COELIS RESEDIT. A PACIBUS« („Toto je archanděl Michael, vůdce andělských zástupů, jehož výsadou je udělovat lidem milosti a jehož modlitba je vede do nebeského království. Archanděl Michael je Božím poslem pro duše spravedlivých. Z Boží milosti zaujal tento velký vítěz své místo v nebi na straně míru“).

### Vnější panely

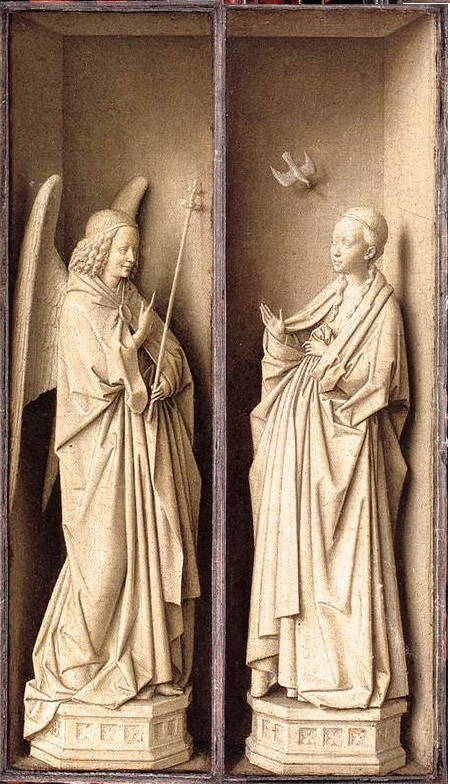
Detailní pohled na výjev zachycující Zvěstování se sochami archanděla Gabriela a Marie

Po zavření triptychu se na vnějších křídlech objeví scéna Zvěstování s archandělem Gabrielem a Marií malovaná en grisaille. Postavy tvoří iluzi sochy, kterou van Eyck ještě umocnil jejich umístěním na osmiboké podstavce. Postavy jsou nasvíceny světlem zleva, což van Eyck často používal k naznačení Boží přítomnosti. Nad Marií se vznáší holubice představující Ducha svatého. Protože holubice je rovněž provedena en grisaille, ale není připevněna k podstavci a zřejmě se vznáší neupevněná nad světci, slouží její přítomnost ke zdůraznění toho, že se divák nedívá na sochu, ale na malované zobrazení sochy.
Na vnějších křídlech severských polyptychů z 15. století dominuje nad jakýmkoli jiným námětem událost Zvěstování. Tato tradice pochází z byzantského umění a o její opětovné zpopularizování se velkou měrou zasloužil van Eyck. Spolu s jeho Gentským oltářem je Drážďanský triptych jedním z prvních dochovaných příkladů tohoto trendu a na základě toho je obvykle považován za inovátora motivu, který se od poloviny 15. století stal téměř standardem. Protože zvěstování označuje vtělení Krista, dodává jeho zobrazení na vnějších křídlech symetrii výjevům z jeho života, které jsou obvykle detailně popsány na vnitřních deskách.
.

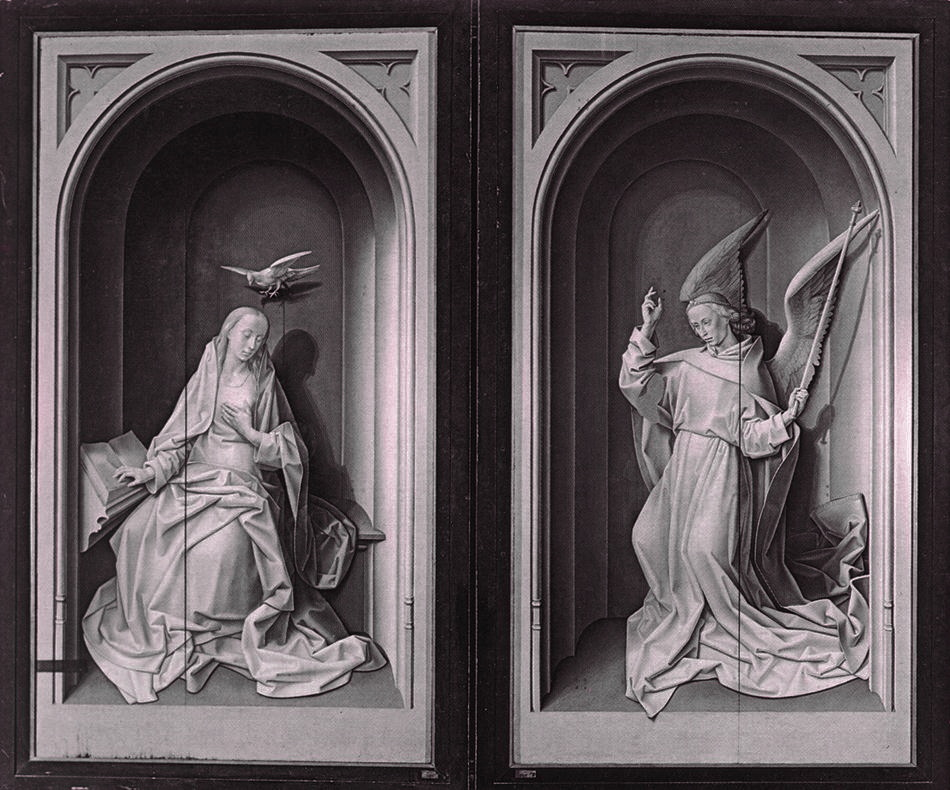
Vnější křídla obrazu Huga van der Goese Portinarův triptych, asi 1475. Galleria degli Uffizi, Florencie. Van der Goes se věrně drží konvence zavedené van Eyckem, i když vynechává osmiboké podstavce typické pro skutečné sochařství.

Vnější křídla diptychů a triptychů z 15. století obvykle obsahovala výjevy Zvěstování malované technikou en grisaille. Kunsthistorička Molly Teasdale Smithová se domnívá, že tato praxe odráží tradici zakrývání náboženských obrazů šedou látkou během tehdejšího čtyřiceti šesti denního postního období před Velikonocemi. S tím souvisí i symetrie v tom, že polyptychy byly obvykle uchovávány zavřené s výjimkou nedělí nebo církevních svátků, kdy se otevíraly a odhalovaly barevnější a rozsáhlejší vnitřní panely.
Podle Dhanensové jsou sochařská vyobrazení na vnějších panelech „brilantním úspěchem ... při propůjčování pocitu života domnělým sochám“. Křídla navazují na van Eyckovu inovaci v umisťování dvou grisailových vnějších panelů křídel polyptychů; nejstarším dochovaným příkladem jsou křídla Zvěstování na Gentském oltáři.

### Architektura
Vyobrazený chrám je v románském slohu s gotickými prvky. Nad Marií jsou špičaté baldachýny a chrámová loď je úzká, sotva dost široká, aby se do ní vešla. Je obezděna kolonádou spojenou kladím a zakončenou oblými oblouky. Sloupy jsou z různě růžového, červeného a fialového mramoru. Každý z hlavic je zdoben falešnými řezbami, některé zobrazují vyobrazení dvanácti apoštolů pod malým baldachýnem. Klenba je viditelná v bočních lodích, ale již ne v centrální lodi. Je zde řada naznačených prostor, které nejsou pro diváka viditelné. V ústředním panelu jsou dva po obou stranách pilířů, další vedou z balkonu nad trůnem a v zadní části dvou křídelních panelů jsou neviditelné východy. Okna v pravém křídle směřující k východu připomínají okna na van Eyckově Madoně kancléře Rolina.
Prostorová hloubka středového panelu znamená pokrok ve van Eyckově technice, zejména ve srovnání s jeho podobným diptychem Zvěstování z roku 1436 nebo panelem van der Paele, které jsou oba poměrně ploché. Hloubky prostoru je dosaženo takovými prostředky, jako je umístění Panny Marie na vzdálený konec obrazového prostoru, čímž se zdá být menší a zároveň zdánlivě vzdálená, a zdůraznění ustupujících linií koberců jejich postavením proti rovnoběžkám záhybů jejích šatů. Perspektivy ústupu je dále dosaženo sledem sloupů táhnoucích se od trůnu dozadu. To je zvláště patrné u umístění trůnu ve srovnání s Madonou z Luccy a van der Paeleho panely.
Stejně jako u van Eyckových dřívějších maleb interiérů není stavba založena na konkrétním místě, ale je představou a idealizovaným útvarem toho, co van Eyck považoval za dokonalý a reprezentativní architektonický prostor. Svědčí o tom řada prvků, které by ve skutečném soudobém kostele byly nepravděpodobné, například sochy, které měly spíše světský charakter. Při detailním popisu stavby věnuje velkou pozornost soudobým modelům, které případně kombinuje s prvky z antických staveb. Sloupy obsahují „vysoké hranolové podstavce“, které se vyskytují v raných kostelech a na Konstantinově oblouku. Historik umění Craig Harbison se domnívá, že díky tomu, že interiér není založen na skutečné stavbě, není divák zatížen předsudky, což je prostředek, který možná otevírá „fyziologické“ působení obrazu. Panely podle něj zachycují okamžik, kdy je modlitba a zbožnost dárce odměněna zjevením Panny Marie s dítětem. Novost a nesvětskost situace je zdůrazněna nerealistickou velikostí Panny Marie ve srovnání s jejím okolím.
Na všech panelech hraje hlavní roli světlo, a to v míře téměř srovnatelné s van Eyckovou Madonou v kostele. Oblouky a sloupy se koupou v denním světle, ozvěna textu nápisů kolem centrálního rámu odkazuje na světlo a osvětlení. Van Eyck věnuje velkou pozornost sytým efektům a gradaci světla, které vstupuje zleva a šíří se přes střední rozsahy každého panelu. Světlo často používal k naznačení božské éterické přítomnosti. Protože naznačené prostory, které se nacházejí po obou stranách Marie a vedou do každého z křídlových panelů, jsou tímto světlem zalité, lze je vnímat jako cesty Boží.
Tento triptych v mnoha ohledech ovlivnil oltářní obraz Sedm svátostí od Rogiera van der Weydena z let 1445-50. Nejzřetelněji se projevuje v nerespektování měřítka, zejména pokud jde o velikost Marie ve vztahu k ostatním postavám a okolní architektuře. Van der Weyden tuto myšlenku dále rozvíjí, když nad postavy umístil velké ukřižování, které se tyčí nad celou výškou ústřední desky.

## Donátor

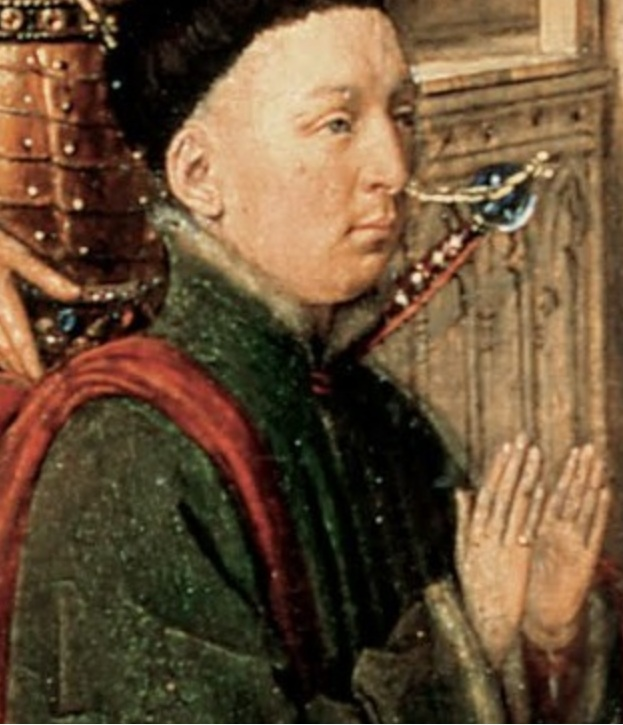
Detail donátora. Ruce má zvednuté, ale nikoli sepjaté, což naznačuje, že je spíše zachycen v úžasu než v modlitbě

Totožnost donátora nebyla zjištěna, ačkoli za posledních 200 let byla vyslovena řada domněnek. Harbison se domnívá, že malé měřítko díla naznačuje, že fungovalo spíše jako přenosný oltář, než jako soukromé zbožné dílo, a bylo tedy objednáno členem duchovenstva nebo pro něj. Jiní historici umění tvrdí, že donátorem mohl být janovský obchodník. Tuto domněnku podpořila podobnost triptychu s oltářním obrazem Panny Marie s dítětem od Giovanniho Mazoneho v Pontremoli v Toskánsku, která jej může situovat do italského regionu Ligurie nejpozději do konce 15. století. Poškozené erby na vnitřních rámech jsou spojovány s rodem Giustiniani, který je známý navázáním obchodních styků s Bruggami ve 14. a 15. století. Pokud si dílo přímo neobjednala tato rodina, podle historických záznamů bylo přinejmenším koncem století v jejím vlastnictví. Na počátku 19. století se Frances Weale snažil označit za donátora Michela Giustinianiho, avšak pozdější historický výzkum nedokázal prokázat jeho přítomnost v Bruggách kolem roku 1437 a je pravděpodobné, že se nejpozději v roce 1430 již vrátil do Itálie.
Technické zkoumání v polovině 20. století odhalilo, že Giustinianiho erby mohly být namalovány na dřívější heraldický vzor, snad již v 15. století, jehož význam a historie jsou již ztraceny. Elisabeth Dhanensová vyslovuje teorii, že některý z členů rodiny Giustiniani mohl mít nějakou další vazbu na postavy svatých Michaela a Kateřiny, a předesílá, že šlo o příslušníky italské rodiny Rapondi, jejíž obchodní dům v Paříži byl totiž pojmenován právě po svaté Kateřině. Jejich dcera, rovněž jménem Kateřina, se provdala za italského obchodníka Michela Burlamacchiho (vlámsky Bollemarda) z Luccy, který působil v Bruggách. Z toho Dhanensová usuzuje, že dílo bylo objednáno jako svatební dar pro tento pár. Z dokumentů vyplývá, že tkalci ve Werviku platili daně Kateřině Rapondiové a v září 1434, kdy Michele Burlamacchi působil jako výběrčí daní v tomto městě, obdržel van Eyck stipendium financované z příjmů z místních daní, což naznačuje souvislost. Dhanensová připouští, že totožnost dárce je ztracena, ale o díle říká, že „mohlo jít o dar manžela manželce, o příslib jeho náklonnosti během jeho nepřítomnosti; nebo mohlo jít o dar manželky manželovi jako ochranu na jeho cestách“.

## Stav
Triptych je ve špatném stavu, byl poškozen včetně samotné malby a prošel řadou restaurátorských zásahů. Vnější dřevěné rámy, původně malované šedým a žlutým mramorováním, byly později přemalovány černým a červeným vzorem v 16. nebo 17. století, kdy „falešný vzor želvího krunýře, napodobující tehdy módní dýhu, nahradil dřívější schéma jaspisové barvy“. Ve 40. letech 18. století byl vnitřní rám doplněn o ebenové obložení, které sloužilo jako ochrana. Na barvě tvořící Mariiny šaty byly provedeny rozsáhlé opravy, přičemž velké plochy jejích šatů opravil v roce 1844 malíř Eduard Bendemann. Silně poškozené erby byly vyretušovány, zatímco rámy utrpěly poškození a jsou místy přemalované. Obraz byl po druhé světové válce převezen do Moskvy. Zpět byl vrácen v roce 1959 poté, co byl vyčištěn, restaurován a podroben laboratornímu zkoumání. Tento proces odhalil nápis »ALC IXH XAN« na vnitřní liště středového rámu před kachlovou podlahou, když byla odstraněna vrstva hnědé barvy. Okolí bylo odstraněno při restaurování v roce 1959.